# Letnie Grand Prix w kombinacji norweskiej 1998
Letnie Grand Prix w kombinacji norweskiej 1998 – pierwsza edycja LGP w historii kombinacji norweskiej. Sezon składał się z dwóch konkursów indywidualnych. Rozpoczął się 26 sierpnia 1998 roku w Wernigerode, a zakończył 28 sierpnia 1998 w Klingenthal. Zwycięzcą całego cyklu został reprezentant Niemiec Matthias Looß.

## Kalendarz i wyniki
| Lp. | Data             | Miejscowość | Konkurencja | 1 miejsce | 2 miejsce  | 3 miejsce   |
| --- | ---------------- | ----------- | ----------- | --------- | ---------- | ----------- |
| 1.  | 26 sierpnia 1998 | Wernigerode | K63/5 km    | M. Looß   | M. Stecher | F. Gottwald |
| 2.  | 28 sierpnia 1998 | Klingenthal | K63/15 km   | M. Looß   | J. Gaiser  | C. Murer    |

## Klasyfikacja końcowa
| Miejsce | Zawodnik         | Punkty |
| ------- | ---------------- | ------ |
| 1.      | Matthias Looß    | 50     |
| 2.      | Jens Gaiser      | 25     |
| 2.      | Felix Gottwald   | 25     |
| 4.      | Andreas Hartmann | 20     |
| 4.      | Mario Stecher    | 20     |
| 6.      | Urs Kunz         | 18     |
| 7.      | Cyrill Murer     | 15     |
| 8.      | Roman Perko      | 14     |
| 9.      | Sepp Buchner     | 13     |
| 9.      | Sven Koch        | 13     |